# The Legend of Zelda: Majora's Mask 3D
The Legend of Zelda: Majora's Mask 3D (ゼルダの伝説 ムジュラの仮面3D Zeruda no Densetsu Mujura no Kamen Surīdī?) (en español: La Leyenda de Zelda: Máscara de Majora 3D) es un videojuego de acción-aventura desarrollado por Nintendo para su consola portátil Nintendo 3DS. El juego es una nueva versión mejorada del juego The Legend of Zelda: Majora's Mask, que fue lanzado originalmente para Nintendo 64 en el año 2000. Anunciado en noviembre de 2014, salió a la venta en todo el mundo en febrero de 2015.

## Modo del Juego
Al igual que The Legend of Zelda: Ocarina of Time 3D, antes que Majora Mask 3D, es una nueva versión mejorada del juego original, que ofrece mejores gráficos en 3D estereoscópico, controles con la pantalla táctil y la posibilidad del uso del giroscópico de la consola. Al igual que el original, el juego sigue a Link, el cual solo tiene tres días para salvar la tierra de Términa de ser aplastada por la luna, utilizando diversas habilidades obtenidas mediante el uso de diferentes máscaras. En esta nueva versión, se modificaron los combates con jefes finales, se añadió la actividad de pesca, se renovó por completo el cuaderno de los Bomber; se rediseñó el sistema de guardado, añadiendo las estatuas pluma, etc.
Además es uno de los primeros juegos en ser compatible con el C-Stick de la New Nintendo 3DS, en la cual también presenta mejores gráficos y mayor fluidez sobre todo al momento de guardar o en tiempos de carga.